# Município de Unity (condado de Rowan, Carolina do Norte)
Localização da Carolina do Norte nos E.U.A.
O município de Unity (em inglês: Unity Township) é um localização localizado no  condado de Rowan no estado estadounidense da Carolina do Norte. No ano 2010 tinha uma população de 2.215 habitantes.

## Geografia
O município de Unity encontra-se localizado nas coordenadas 35° 32′ 44,5″ N, 80° 40′ 41,25″ O.